# Јечерма
Јечерма (тур. geçürme), називана и ђечерма, је украсни прслук који је дио и мушке и женске народне ношње у регији. 
Дио је мушке традиционалне ношње са равним прорезом на грудима. Са обе стране су два закопчана реда, направљена од црне свиле. Куке и чворови су испод дугмади и користе се за закопчавање све до средине.
Јечерма је саставни дио униформе Бокељске морнарице али и Бокељске народне ношње. Носи се преко кошуље. Јечерма се састоји из три дијела: два прсна и једно леђно. На прсима јечерме су украшене златним ширитима и кићанкама. Око врата је пришивена шира украсна трака. Друга украсна трака се пружа дужином првног дијела и украшава јечерму.